# Đồ họa độc lập

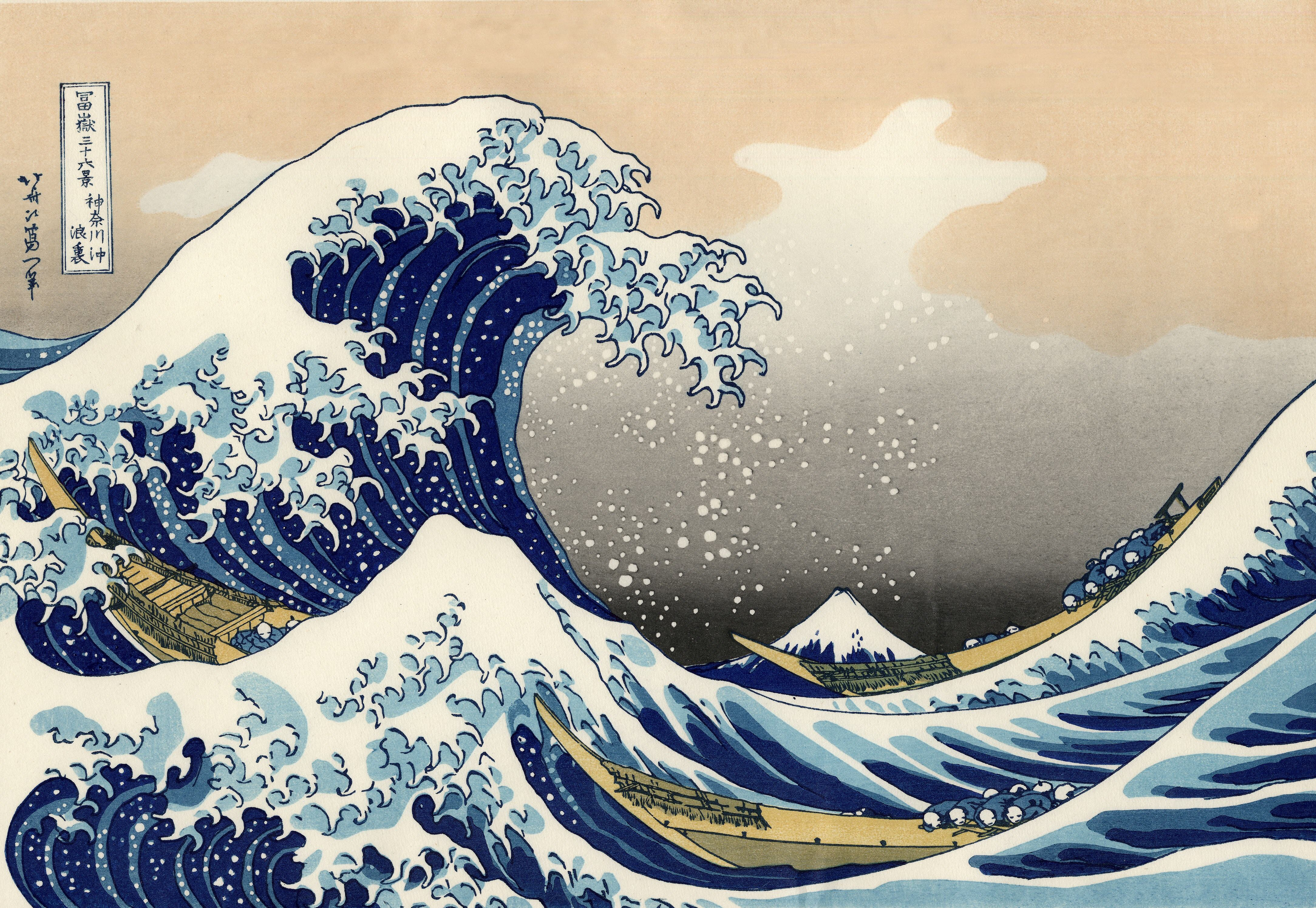
Tranh khắc gỗ miêu tả sóng thần ở Kanagawa của họa sĩ Nhật Bản Katsushika Hokusai, từ thế kỷ 19

Đồ họa độc lập, hay còn gọi là Đồ họa giá vẽ, là một trong những bộ môn nghệ thuật tạo hình kinh viện. Trong ngành Mỹ thuật người ta thường dùng thuật ngữ "đồ họa" để chỉ Đồ họa độc lập như một khái niệm đồng nhất.
Người ta dùng các kỹ thuật in để thể hiện một tác phẩm đồ họa. Một tranh đồ họa đẹp, ngoài yêu cầu về chủ đề, bố cục và hình, còn phải chú ý tới những ký thuật chế bản và in ấn.
Tuy nhiên, việc in tranh trong đồ họa độc lập có một vài điểm khác với đồ họa ấn loát. Mỗi tác phẩm được in riêng biệt, được đánh số và ký tên như một tác phẩm nghệ thuật, chứ không phải một bản sao.
Mỗi tác phẩm đồ họa có thể được in bởi một hoặc nhiều bản in khác nhau. Việc tạo ra các bản in này gọi là chế bản. Có ba kỹ thuật chế bản là khắc nổi, khắc lõm và khắc phẳng, phụ thuộc vào phần tác động của bản in lên tranh.
Các nghệ sĩ đồ họa làm việc với nhiều chất liệu như mực in, màu nước, màu dầu, màu sáp vân vân... Bề mặt in thường là gỗ, kẽm, đá. Ngày càng có nhiều phương pháp mới hiện đại ứng dụng vào công nghệ in đồ họa làm cho chất liệu trở nên phong phú hơn, ví dụ kỹ thuật số.

## Các kỹ thuật in đồ họa
Bốn kỹ thuật in chính trong ngành đồ họa là khắc gỗ, khắc kẽm (khắc kim loại), in đá và in lưới. Ngoài ra còn có chine-collé (kỹ thuật in trên chất liệu giấy mỏng), collography, in độc bản, khắc nguội, chấm và nét, khắc nạo, linocut (in trên ván lót sàn), aquatint (kỹ thuật rắc nhựa thông lên bản in) và in bằng sáp ong (như trên vải hoa của người Mông).

### Khắc gỗ
Đọc bài chính về khắc gỗ.

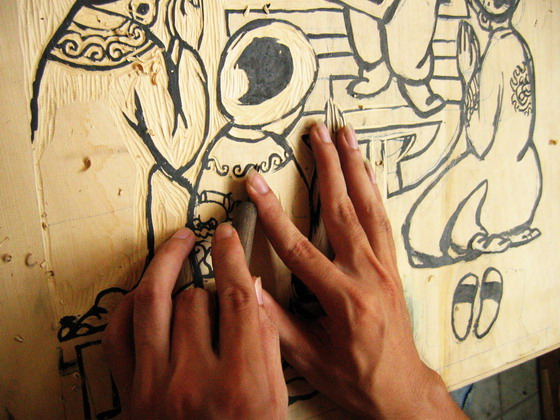
Chế bản in khắc gỗ

Khắc gỗ là kỹ thuật in khắc nổi cổ xưa nhất, có tại Trung Quốc từ thế kỷ thứ 9. Phương pháp này phát triển mạnh vào thế kỷ thứ 15 với việc phổ biến giấy và kỹ thuật in chữ rời.
Trong kỹ thuật khắc gỗ, người ta dùng gỗ xẻ ngang cây (ngang thớ) để khắc và in những hình ảnh chi tiết tinh xảo. Gỗ xẻ dọc thớ được dùng cho những bản in rộng, dễ khắc.
Quy trình khắc và in được thực hiện như sau: người nghệ sĩ vẽ phác lên tấm gỗ rồi dùng dao khắc đục hoặc khắc bỏ đi những phần không cần bắt mực. Đường nét và hình khối có trên bức tranh sẽ nổi lên. Các phần này được bôi mực bằng con lăn (ru-lô). Đặt một tờ giấy áp sát bề mặt bản in và vuốt tay, hoặc lăn ru-lô, hoặc in bằng máy rập nén chuyên dụng. Như vậy các bề mặt không bị khắc bỏ đi sẽ để lại hình vẽ trên tranh in gỗ.
Với tranh in gỗ màu, người ta dùng từng bản in riêng cho mỗi màu. Tiêu biểu cho loại hình này là các bản khắc cổ của tranh Đông Hồ tại làng Hồ, tỉnh Bắc Ninh.
Tranh khắc gỗ dân gian như tranh Đông Hồ, tranh Hàng Trống là những di sản quý của nền mỹ thuật Việt Nam.

### Khắc kim loại
Khắc kim loại là một nhánh phổ biến của kỹ thuật in khắc lõm intaglio. Tranh khắc kim loại có khả năng diễn tả sự vật bằng phương pháp chấm, nét, tạo mảng một cách tinh vi, tỉ mỉ, chính xác để tạo nên vẻ hấp dẫn kì diệu. Kỹ thuật này ra đời vào thế kỷ 15 ở châu Âu, phần lớn là tranh in đen trắng, sau này mới phát triển thêm tranh in màu.
Bản in thường là một tấm kẽm, hoặc đồng. Bằng cách khắc nguội hoặc khắc nóng kết hợp với các kỹ thuật khác như khắc nạo (mezzotint), rắc nhựa thông (aquatint)..., người ta sẽ tạo ra các hình dáng, đường nét và các điểm lõm trên bề mặt bản in.
- Khắc nguội: Dùng dao trổ có mũi nhọn tạo những nét và chấm trên bề mặt tấm kim loại.
- Khắc nóng: Còn gọi là khắc axit. Phủ kín hai mặt của tấm kim loại bằng một loại sơn hay vecni để chống lại sự ăn mòn của axit. Dùng dao khắc có mũi nhọn để vạch, khía vào lớp phủ theo hình vẽ muốn có. Nhúng tấm kim loại vào dung dịch axit, những chỗ kim loại lộ ra sẽ bị axit ăn mòn. Tình thời gian cho đến khi sự thẩm thấu của axit vừa đủ độ sâu thì dừng lại. Rửa sạch lớp phủ trên tấm kim loại bằng dầu hỏa hoặc dầu thông, việc chế bản đã hoàn tất.

Người ta lăn mực vào bản in và dùng một cái giẻ chà mạnh để mực xuống đều trong các rãnh lõm. Lau sạch bề mặt tấm kim loại, những chỗ lõm đó sẽ giữ lại mực. Đặt giấy in đã được làm ẩm lên bản khắc, lót lên trên một lớp nỉ mềm rồi ép mạnh qua các máy in (có trục sắt lăn tạo lực rất mạnh). Giấy ẩm sẽ hút mực và in hình tranh lên mặt giấy.

### In đá
Đọc bài chính về in đá.
In đá (lithography) là loại hình in tiểu biểu cho phương pháp khắc phẳng. lithos trong tiếng Hy Lạp có nghĩa là đá còn graphy là vẽ, viết. Được khám phá vào năm 1798 bởi Aloys Senefelder (1771-1834, nhà văn Đức) như một phương tiện rẻ tiền để in các vở kịch múa cho mình, tranh in đá ngay lập tức được phổ biến khắp châu Âu.
Ở Việt Nam, tranh in đá được sử dụng để in quảng cáo nhãn hiệu hàng hóa từ thời thuộc địa của Pháp, trước năm 1945. Kỹ thuật này được dạy tại trường ĐH Mỹ thuật Việt Nam từ khi mở khoa Đồ họa vào năm 1977.
- Kỹ thuật chế bản in đá: Người ta phủ một lớp vecni hoặc một loại sơn đặc biệt lên mặt phẳng của tấm đá litho. Dựa vào tính chất đối kháng của nước và mỡ trong mực in, người ta dùng bút chì mỡ (để tạo chất cứng) và dung dịch laque (để tạo chất mềm) vẽ lên mặt tấm đá litho đã mài phẳng và nhẵn. Sau đó, hình vẽ được định hình trong dung dịch keo arabic để cho nước bám chặt vào những phần còn nguyên vẹn mà không đụng chạm đến phần có hình vẽ đã phủ keo. Chờ cho lớp keo này khô hẳn (khoảng hơn 12 tiếng) việc chế bản đã hoàn tất.
- Kỹ thuật in: Tiếp theo, người ta dùng nước rửa sạch tấm đá in, sấy khô mặt đá cho chắc cốt rồi tiếp tục xoa nước cho ướt đều. Lăn mực đều lên mặt đá, đặt giấy in, hạ tấm nén của máy vào giấy nằm trên bản đá và quay qua trục lăn của máy in chuyên dụng. Cuối cùng ta được một bản in có hình ngược với hình vẽ trên đá.

### In lưới
Trong Nam thường được gọi là in lụa. Đây là một phương pháp in thủ công nhưng sản phẩm đạt được tương đối chất lượng nhờ kỹ thuật ép mực bằng gạc su trực tiếp qua mặt lưới xuống sản phẩm chứ không gián tiếp như kỹ thuật in ofset... Kỹ thuật in lụa có thể in trên hầu hết các chất liệu khác nhau như giấy, bao bì nhựa, thủy tinh và đặc biệt là vải.
QUY TRÌNH IN LỤA
Cần chuẩn bị một khung in lụa phù hợp với sản phẩm đang cần in, chất cảm nhận ánh sáng (là một chất muối hóa học có tên là amon), keo pva hoặc chất keo apumin như lòng trắng trứng gà hoặc chất apumin trích chiết ra từ vi cá, sơn, xăng, dầu tẩy để làm sạch tấm
lụa sau khi in xong. Trước hết người thiết kế sẽ thiết kế hình ảnh trên máy tính, rồi xuất phim bằng máy lase hoặc bằng máy xuất phim (phim dương bản hay âm bản tùy theo sản phẩm in), tiếp theo hòa chất muối amon cảm ánh sáng vào dung dịch keo, rồi quét lên tấm lưới (khung lụa) xong sấy khô, sau đó áp những hình mẫu tách màu lên khung và đem chụp ánh sáng mặt trời hoặc dùng dàn đèn neon. Sau đó đem rửa bằng nước nơi nào không có màu đen ở phim ánh sáng sẽ xuyên qua và lớp keo sẽ bắt ánh sáng làm cho keo se lại rắn chắc và bám vào lụa, còn lớp keo nào bị màu đen trên miếng phim che lại thì không bắt được ánh sáng nên khi gặp nước sẽ bị tan rã và thông xuyên, khi rửa thật kỹ hoàn toàn keo thừa trôi đi, đem phơi nắng hoặc xông khô. Đến đây hoàn tất công đoạn chụp bản. Đến công đoạn in, đem khuôn in áp lên bề mặt sản phẩm rồi cho mực in vào dùng gạt in (giống như gạt chùi gương) gạt mực in qua lớp lụa để mực in lọt xuyên qua những nơi bản lụa thông không có keo chụp dính lại, sẽ lọt xuống dính vào trực tiếp trên sản phẩm. Tùy thuộc vào nhiều màu hay ít màu mà làm bấy nhiêu khung in.